# Kenzō Tange
Kenzō Tange (japonsko 丹下 健三), japonski arhitekt in pedagog, * 4. september 1913, Osaka, Japonska, † 22. marec, 2005, Tokio.
Tangе je eno največjih imen v svetu arhitekture iz druge polovice 20. stoletja. Najbolj je znan po svojih projektih, kot so Spominski muzej v Hirošimi (1955), narodna gimnazija Jojogi (1964), gimnazija prefekture Kagava (1964), katedrala Sv. Marije v Tokiu (1964), urad metropolitanske vlade v Tokiu (1991) in sedež televizijske mreže Fuji (1996).
Kenzō Tange je leta 1987 dobil Pritzkerjevo nagrado.